# 飛魚角
72°3′S 102°20′W / 72.050°S 102.333°W
飛魚角（英語：Cape Flying Fish），是南極洲的海岬，位於埃爾斯沃思地的瑟斯頓島西端，西面是阿蒙森海，東面是別林斯高晉海，現時由南極條約體系管理。